# Ricardo Kishna
Ricardo Kishna (Den Haag, Holanda Meridional, Países Bajos, 4 de enero de 1995) es un futbolista neerlandés. Juega como extremo.

## Trayectoria

### Jong Ajax
Kishna se unió al Jong Ajax en 2010. El 13 de mayo de 2011, Kishna firmó su primer contrato profesional para unirse al club hasta junio de 2014. Comenzó la temporada 2013/14 jugando para  el Ajax A1, el equipo sub-19 clubes, compitiendo en la Eredivisie A-Juniors Nike y la UEFA Liga de la juventud. El 3 de enero de 2014 se anunció luego que Kishna, Jaïro Riedewald y Riechedly Bazoer  se unirían el primer equipo en su campo de entrenamiento en Turquía durante el periodo de transferencias de invierno. Después de hacer su debut con el primer equipo en la Copa de Antalya, un torneo amistoso, el 11 de enero de 2014 contra el equipo turco Trabzonspor, el entrenador en jefe Frank de Bóer anunció que Kishna no regresaría a la selección sub-19 después de las vacaciones de invierno, pero se uniría al equipo de reservas de Jong Ajax en el Dutch Eerste Divisie, haciendo apariciones para el primer equipo. El 15 de enero de 2014 fue anunciado que Kishna había extendido su contrato con el Ajax de Ámsterdam para un periodo adicional de dos temporadas, que se extiende hasta el verano de 2016, con opción a un año adicional.[cita requerida]
Hizo su debut profesional el 17 de enero de 2014 jugando para Jong Ajax, cuando fueron derrotados como visitantes por 4-0 contra el FC Emmen. En el minuto 59 fue sustituido por Abdel Malek El Hasnaoui. Anotó su primer gol profesional para el Jong Ajax el 10 de febrero de 2014 en una victoria 4-1 sobre VVV-Venlo, anotando en el minuto 52. Luego anotó nuevamente en el siguiente partido contra el entonces primer clasificado de la Liga, el FC Dordrecht, nivelando el marcador 1-1 y ayudando al equipo de reservas para asegurar un punto.[cita requerida]

### Ajax de Ámsterdam
El 19 de febrero de 2014, Frank de Bóer anunció que Kishna fue seleccionado como miembro de la expedición de 18 hombres para el partido de UEFA Europa League contra Red Bull Salzburgo, marcando la primera vez que serán seleccionados para el primer equipo en un partido profesional. Luego hizo su debut profesional el 20 de febrero de 2014 contra Red Bull Salzburgo, reemplazando Kolbeinn Sigþórsson en el minuto 60 en el 0-3 derrota en casa. Hizo su debut Eredivisie para el primer equipo tres días más tarde en la victoria 4-0 sobre su vecino AZ Alkmaar, anotando en su debut en la Liga en el minuto 61, luego se sustituirán  por Bojan Krkić en el minuto 46 del derbi North Holland coinciden.[cita requerida]

### S.S. Lazio
Kishna ficha por la S.S. Lazio el 27 de julio de 2015, por un costo de cuatro millones de euros, firmando un contrato por cuatro años.

## Selección nacional
Kishna hizo su debut para la selección nacional de Países Bajos en las filas de la juventud, que aparece en la selección sub-15 en un partido amistoso internacional contra Turquía sub-15 en 8 de diciembre de 2009. El partido terminó en una victoria por 2-1 en casa para los holandeses. Luego pasó a hacer cuatro apariciones más para el lado de sub-15. Hizo su debut para el lado de Países Bajos Sub-16 en 26 de octubre de 2010 en el Tournoi du Val-de-Marne en París, Francia, jugando contra Francia Sub-16 en 1 – 2 . Después hizo dos apariciones más.

## Clubes
| Club                    | País         | Año       |
| ----------------------- | ------------ | --------- |
| Jong Ajax               | Países Bajos | 2014      |
| Ajax de Ámsterdam       | Países Bajos | 2014-2015 |
| S. S. Lazio             | Italia       | 2015-2020 |
| Lille O. S. C. (cedido) | Francia      | 2017      |
| ADO Den Haag (cedido)   | Países Bajos | 2017-2019 |
| ADO Den Haag            | Países Bajos | 2020-2023 |

## Palmarés

### Títulos nacionales
| Título     | Club              | País         | Año     |
| ---------- | ----------------- | ------------ | ------- |
| Eredivisie | Ajax de Ámsterdam | Países Bajos | 2013-14 |